# Alive (Witch)
『Alive』（アライヴ）は、1999年12月3日にWitchから発売されたアダルトゲーム。

## 概要
正統な続編は存在しないが、18禁ゲームには数少ない様々な人間関係の絡み合うストーリーとなっており、リメイク版『Alive Renewal』も2001年に製作されている。また、このストーリーの登場人物達の一部、またはその子孫達が、後に同じメーカーで発売される『Milkyway』シリーズで活躍する事になる。また、本作だけで物語の全貌を垣間見ることはできず、物語の謎を解き明かすには本作のほかに『Rebirth』、『Fake』、『Milkyway』、『Milkyway2』をプレイする必要がある。

## ストーリー
主人公・祐二は、恋人となった坂上柚木と幼馴染みである沢木祐里子の3人でいつも行動を共にしていた。たとえ、祐二と柚木が付き合いだしても、その関係に変化が訪れる事はなかった。祐二は、今まで自分が知らなかった柚木の姿を知り、ますます彼女と惹かれ合っていくが、その幸せはある日、音を立てて崩れ去る。自らの目の前で柚木が車に撥ねられ、倒れた彼女は二度と目を開くことなくこの世から去った。このショックで、祐二は殻に閉じこもる日々を送る事になり、それを心配する祐里子をはじめとする友人達は、何とか彼に立ち直ってもらおうとする。しかし、それでも祐二は柚木との思い出という過去に支配されたままであった。

## 登場人物
木原祐二（きはら ゆうじ）
主人公。恋人の柚木を目の前で失ったことで、自分の殻に閉じこもるようになり、彼を中心に物語は進んでいく。
最終的には久遠と結ばれ、彼女との間に娘を一人もうける。その娘である高坂繭は、『Milkyway』に登場。
坂上柚木（さかがみ ゆずき）
メインヒロインの一人。祐二は、清楚で大人しいというイメージを持っていたが、実際はどこにでもいる普通の少女で社交的。友達も多く、親友である祐里子の後押しも会って遂に祐二と付き合うことになったが、幸せは長く続かず、交通事故でこの世を去ってしまう。
『Milkyway2』では、幽霊として登場という衝撃的な設定となっており、結婚後の祐二一家に取り憑いているようである。
沢木祐里子（さわき ゆりこ）
メインヒロインの一人。祐二とは小学校時代からの腐れ縁で、周囲の男子からはキツめの性格と思われている。ずっと祐二のことを一途に思っていたが、高校時代に親友になった柚木も祐二に想いを寄せていたことで、自ら身を引いてしまう。祐二が柚木を失ったことで殻に閉じこもってからは、彼のために尽力。次第に祐二への想いを抑えきれなくなり急接近するが、柚木を裏切ってしまうという自責感から、精神が不安定になり始めてしまう。
『Milkyway』のストーリーでは、「坂上柚木」の芸名で、人気女優として活躍。また、『Milkyway2』では、彼女の娘である沢木祐美が登場。さらに『Milkyway3』では、祐里子の孫となる沢木祐姫が、「坂上柚香」という芸名でアイドル活動をしている。
高坂久遠（こうさか くおん）
主人公を慕い、彼を「お兄ちゃん」と呼ぶ少女。清楚な外見と裏腹にかなりのお転婆娘で、妹いうよりむしろ弟に近い存在。ある日突然性格が変わり、祐二に対して積極的にアタックしてくるが、奇妙な言動と同時に予知能力まで見せ始めるようになる。
ストーリー後、祐二との間に娘、高坂繭が生まれ、『Milkyway』で活躍している。久遠自身も『Milkyway2』で、繭のマネージャーとして登場。
御幸菜摘（みゆき なつみ）
とある原因で祐二と出会った双子姉妹の姉。それ以来、何かと祐二に因縁（？）をつけてくる。妹の春菜と性格は反対で、やたらと気が強い上に口が悪い。
御幸春菜（みゆき はるな）
菜摘の双子の妹。菜摘が祐二と出会ったことで、春菜もまた祐二と関わることになる。姉の菜摘とは対照的にとても大人しくあまりしゃべることはないが、仲は非常に良い。祐二と同様、大切な人を失っている。
神代夜美（かみしろ よみ）
リメイク版のみ登場。祐二達が通っている学校に保険医として赴任してきたミステリアスな雰囲気の漂う女性。人気はあるが、なぜか時折、柚木と久遠に冷たい視線を向けることもある。
如月刹那（きさらぎ せつな）
リメイク版のみ登場。神社の娘で、神剣「草薙」を常に携帯している危ない少女。久遠のことをライバル視している様子。
赤川 孝（あかがわ たかし）
祐二の親友。普段は部活で忙しいため、主人公達と共にいることは少ない。祐里子に想いを寄せていたが、彼女は柚木と結ばれていてもなお祐二に想いを寄せ続けていたため、その思いが伝わることはなかった。
『Milkyway』シリーズに直接関わってくることは無いが、孝の息子である赤川裕樹が、『Milkyway2』の主人公として登場する。
沢木万里江（さわき まりえ）
祐里子の母親。ひたすら押しが強く、お茶目な性格をしている。その強引過ぎる性格が災いして、娘の祐里子からも時々邪険にされてしまうこともある。
『Milkyway2』にも登場している。孫の沢木祐美を心配して何度もMilkyway（同シリーズの舞台となる喫茶店の名称）に訪れているが、やはり強引過ぎる性格が災いして祐美からは嫌われている。

## 主題歌

### Alive版
「Alive」
作曲 - Witch

### Alive Renewal版
「ALIVE」
作詞・作曲 - Witch / 編曲 - 小池雅也 / 歌 - 非公開（Witch）
※ 2001年4月28日発売『Alive renewal Original Theme Song「ALIVE」』収録
※ 2003年8月29日発売『Witch Vocal Collection』収録

### アレンジ版
「ALIVE（UNDER17 meets Witch vol.1 Ver）」
作詞・作曲 - Witch / 編曲 - 小池雅也 /歌 - UNDER17
本編未使用 
※ 2002年4月29日発売『UNDER17 meets Witch Vol.1』収録
※ 2003年8月29日発売『Witch Vocal Collection』収録
※ 2004年12月22日発売『UNDER17 BEST ALBUM3 そして伝説へ…』収録